# Francisco Javier Prado Aránguiz

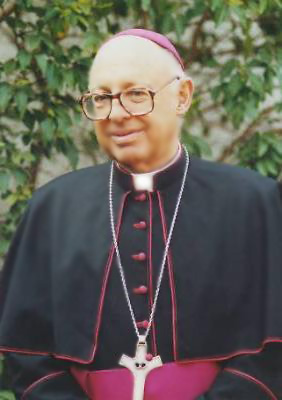
Francisco Javier Prado Aránguiz

Bischofswappen

Francisco Javier Prado Aránguiz SSCC (* 8. März 1929 in Santiago de Chile; † 23. Juni 2020) war ein chilenischer Ordensgeistlicher und römisch-katholischer Bischof von Rancagua.

## Leben
Francisco Javier Prado Aránguiz begann zunächst ein Jurastudium an der Päpstlichen Katholischen Universität von Chile. 1947 trat der Ordensgemeinschaft der Arnsteiner Patres bei und studierte am Seminar seines Ordens in Los Perales Philosophie und Theologie. Am 19. September 1953 empfing er in der Kathedrale von Valparaíso durch Bischof Rafael Lira Infante die Priesterweihe. Seit 1954 war er Lehrer für Geschichte und Geographie und von 1966 bis 1982 Rektor des „Colegio de los Sagrados Corazones“ in Santiago. 1968 wurde er Pfarrer in Viña del Mar; 1982 wechselte in die Pfarrei San Juan Evangelista in Gómez Carreño und wurde gleichzeitig Bildungsvikar für die Diözese Valparaíso.
Papst Johannes Paul II. ernannte ihn am 9. Juli 1984 zum Bischof von Iquique. Der Apostolische Nuntius in Chile Angelo Sodano spendete ihm am 2. September desselben Jahres die Bischofsweihe; Mitkonsekratoren waren Francisco de Borja Valenzuela Ríos, Erzbischof ad personam und Bischof von Valparaíso, sowie Eladio Vicuña Aránguiz, Erzbischof von Puerto Montt.
Am 28. April 1988 wurde er zum Weihbischof in Valparaíso ernannt. 1990 wurde er zum Mitglied des Ständigen Ausschusses der Bischofskonferenz von Chile gewählt. Am 16. April 1993 erfolgte die Ernennung zum Bischof von Rancagua. Im November 1995 wurde er zum Generalsekretär der Bischofskonferenz von Chile ernannt, eine Position, die er bis 1998 innehatte. Er leitete viele Jahre den Bereich der sozialen Pastoral der Bischofskonferenz. Von 1987 bis 2003 war er Vizepräsident der Bischofskonferenz. Am 23. April 2004 nahm Papst Johannes Paul II. seinen altersbedingten Rücktritt an.
Er war der Bruder von Jorge Prado, der während des Militärregimes von General Augusto Pinochet Landwirtschaftsminister war.